# Llista d'asteroides/209501-209600
| Nom      | Designació provisional | Data de descobriment   | Lloc de descobriment | Descobridor/s     |
| -------- | ---------------------- | ---------------------- | -------------------- | ----------------- |
| 209501 - | 2004 JX43              | 12 de maig de 2004     | Anderson Mesa        | LONEOS            |
| 209502 - | 2004 KT15              | 23 de maig de 2004     | Kitt Peak            | Spacewatch        |
| 209503 - | 2004 KU17              | 23 de maig de 2004     | Catalina             | CSS               |
| 209504 - | 2004 LT2               | 11 de juny de 2004     | Palomar              | NEAT              |
| 209505 - | 2004 LG20              | 11 de juny de 2004     | Palomar              | NEAT              |
| 209506 - | 2004 NR24              | 15 de juliol de 2004   | Socorro              | LINEAR            |
| 209507 - | 2004 PP10              | 7 d'agost de 2004      | Campo Imperatore     | CINEOS            |
| 209508 - | 2004 PN31              | 8 d'agost de 2004      | Socorro              | LINEAR            |
| 209509 - | 2004 PC71              | 8 d'agost de 2004      | Palomar              | NEAT              |
| 209510 - | 2004 PE85              | 10 d'agost de 2004     | Socorro              | LINEAR            |
| 209511 - | 2004 PR85              | 10 d'agost de 2004     | Socorro              | LINEAR            |
| 209512 - | 2004 RO2               | 5 de setembre de 2004  | Bergisch Gladbach    | W. Bickel         |
| 209513 - | 2004 RV30              | 7 de setembre de 2004  | Socorro              | LINEAR            |
| 209514 - | 2004 RT94              | 8 de setembre de 2004  | Socorro              | LINEAR            |
| 209515 - | 2004 RP195             | 10 de setembre de 2004 | Socorro              | LINEAR            |
| 209516 - | 2004 RY287             | 15 de setembre de 2004 | 7300 Observatory     | W. K. Y. Yeung    |
| 209517 - | 2004 RW307             | 13 de setembre de 2004 | Socorro              | LINEAR            |
| 209518 - | 2004 RO308             | 13 de setembre de 2004 | Socorro              | LINEAR            |
| 209519 - | 2004 RQ326             | 13 de setembre de 2004 | Socorro              | LINEAR            |
| 209520 - | 2004 RS336             | 15 de setembre de 2004 | Kitt Peak            | Spacewatch        |
| 209521 - | 2004 SL33              | 17 de setembre de 2004 | Socorro              | LINEAR            |
| 209522 - | 2004 SF34              | 17 de setembre de 2004 | Socorro              | LINEAR            |
| 209523 - | 2004 SP53              | 22 de setembre de 2004 | Socorro              | LINEAR            |
| 209524 - | 2004 SX60              | 17 de setembre de 2004 | Kitt Peak            | Spacewatch        |
| 209525 - | 2004 TA8               | 5 d'octubre de 2004    | Goodricke-Pigott     | R. A. Tucker      |
| 209526 - | 2004 TJ52              | 4 d'octubre de 2004    | Kitt Peak            | Spacewatch        |
| 209527 - | 2004 TQ60              | 5 d'octubre de 2004    | Anderson Mesa        | LONEOS            |
| 209528 - | 2004 TF68              | 5 d'octubre de 2004    | Anderson Mesa        | LONEOS            |
| 209529 - | 2004 TO91              | 5 d'octubre de 2004    | Kitt Peak            | Spacewatch        |
| 209530 - | 2004 TA112             | 7 d'octubre de 2004    | Kitt Peak            | Spacewatch        |
| 209531 - | 2004 TY145             | 5 d'octubre de 2004    | Kitt Peak            | Spacewatch        |
| 209532 - | 2004 TR275             | 9 d'octubre de 2004    | Kitt Peak            | Spacewatch        |
| 209533 - | 2004 TR287             | 9 d'octubre de 2004    | Socorro              | LINEAR            |
| 209534 - | 2004 TM323             | 11 d'octubre de 2004   | Kitt Peak            | Spacewatch        |
| 209535 - | 2004 TM331             | 9 d'octubre de 2004    | Kitt Peak            | Spacewatch        |
| 209536 - | 2004 TJ351             | 10 d'octubre de 2004   | Kitt Peak            | Spacewatch        |
| 209537 - | 2004 TV367             | 4 d'octubre de 2004    | Kitt Peak            | Spacewatch        |
| 209538 - | 2004 TE368             | 13 d'octubre de 2004   | Kitt Peak            | Spacewatch        |
| 209539 - | 2004 TW368             | 7 d'octubre de 2004    | Kitt Peak            | Spacewatch        |
| 209540 - | 2004 UK1               | 23 d'octubre de 2004   | Begues               | J. Manteca        |
| 209541 - | 2004 UD3               | 18 d'octubre de 2004   | Socorro              | LINEAR            |
| 209542 - | 2004 UJ3               | 19 d'octubre de 2004   | Socorro              | LINEAR            |
| 209543 - | 2004 US5               | 20 d'octubre de 2004   | Socorro              | LINEAR            |
| 209544 - | 2004 VN5               | 3 de novembre de 2004  | Anderson Mesa        | LONEOS            |
| 209545 - | 2004 VL11              | 3 de novembre de 2004  | Palomar              | NEAT              |
| 209546 - | 2004 VJ22              | 4 de novembre de 2004  | Kitt Peak            | Spacewatch        |
| 209547 - | 2004 VT38              | 4 de novembre de 2004  | Kitt Peak            | Spacewatch        |
| 209548 - | 2004 VU48              | 4 de novembre de 2004  | Kitt Peak            | Spacewatch        |
| 209549 - | 2004 VR53              | 7 de novembre de 2004  | Socorro              | LINEAR            |
| 209550 - | 2004 VH56              | 4 de novembre de 2004  | Kitt Peak            | Spacewatch        |
| 209551 - | 2004 VZ57              | 7 de novembre de 2004  | Socorro              | LINEAR            |
| 209552 - | 2004 VZ63              | 9 de novembre de 2004  | Haleakala-Faulkes    | Faulkes Telescope |
| 209553 - | 2004 VQ69              | 14 de novembre de 2004 | Ottmarsheim          | Ottmarsheim       |
| 209554 - | 2004 VE74              | 12 de novembre de 2004 | Catalina             | CSS               |
| 209555 - | 2004 VM112             | 11 de novembre de 2004 | Kitt Peak            | Spacewatch        |
| 209556 - | 2004 WG4               | 17 de novembre de 2004 | Campo Imperatore     | CINEOS            |
| 209557 - | 2004 WJ12              | 19 de novembre de 2004 | Socorro              | LINEAR            |
| 209558 - | 2004 XO2               | 1 de desembre de 2004  | Palomar              | NEAT              |
| 209559 - | 2004 XC3               | 3 de desembre de 2004  | Cordell-Lorenz       | Cordell-Lorenz    |
| 209560 - | 2004 XC7               | 2 de desembre de 2004  | Socorro              | LINEAR            |
| 209561 - | 2004 XF12              | 8 de desembre de 2004  | Socorro              | LINEAR            |
| 209562 - | 2004 XM12              | 8 de desembre de 2004  | Socorro              | LINEAR            |
| 209563 - | 2004 XC13              | 8 de desembre de 2004  | Socorro              | LINEAR            |
| 209564 - | 2004 XO13              | 8 de desembre de 2004  | Socorro              | LINEAR            |
| 209565 - | 2004 XD15              | 8 de desembre de 2004  | Socorro              | LINEAR            |
| 209566 - | 2004 XC19              | 8 de desembre de 2004  | Socorro              | LINEAR            |
| 209567 - | 2004 XJ20              | 8 de desembre de 2004  | Socorro              | LINEAR            |
| 209568 - | 2004 XV27              | 10 de desembre de 2004 | Kitt Peak            | Spacewatch        |
| 209569 - | 2004 XN32              | 10 de desembre de 2004 | Socorro              | LINEAR            |
| 209570 - | 2004 XL40              | 10 de desembre de 2004 | Socorro              | LINEAR            |
| 209571 - | 2004 XM50              | 10 de desembre de 2004 | Hormersdorf          | Hormersdorf       |
| 209572 - | 2004 XL57              | 10 de desembre de 2004 | Kitt Peak            | Spacewatch        |
| 209573 - | 2004 XW58              | 10 de desembre de 2004 | Kitt Peak            | Spacewatch        |
| 209574 - | 2004 XM63              | 10 de desembre de 2004 | Socorro              | LINEAR            |
| 209575 - | 2004 XV63              | 2 de desembre de 2004  | Kitt Peak            | Spacewatch        |
| 209576 - | 2004 XN82              | 11 de desembre de 2004 | Kitt Peak            | Spacewatch        |
| 209577 - | 2004 XY83              | 11 de desembre de 2004 | Kitt Peak            | Spacewatch        |
| 209578 - | 2004 XE84              | 11 de desembre de 2004 | Campo Imperatore     | CINEOS            |
| 209579 - | 2004 XL89              | 10 de desembre de 2004 | Campo Imperatore     | CINEOS            |
| 209580 - | 2004 XN98              | 11 de desembre de 2004 | Kitt Peak            | Spacewatch        |
| 209581 - | 2004 XU102             | 14 de desembre de 2004 | Catalina             | CSS               |
| 209582 - | 2004 XT104             | 10 de desembre de 2004 | Kitt Peak            | Spacewatch        |
| 209583 - | 2004 XE106             | 11 de desembre de 2004 | Socorro              | LINEAR            |
| 209584 - | 2004 XT106             | 11 de desembre de 2004 | Socorro              | LINEAR            |
| 209585 - | 2004 XY107             | 11 de desembre de 2004 | Socorro              | LINEAR            |
| 209586 - | 2004 XN108             | 11 de desembre de 2004 | Socorro              | LINEAR            |
| 209587 - | 2004 XB110             | 14 de desembre de 2004 | Anderson Mesa        | LONEOS            |
| 209588 - | 2004 XL120             | 13 de desembre de 2004 | Kitt Peak            | Spacewatch        |
| 209589 - | 2004 XV120             | 14 de desembre de 2004 | Socorro              | LINEAR            |
| 209590 - | 2004 XD122             | 15 de desembre de 2004 | Socorro              | LINEAR            |
| 209591 - | 2004 XB128             | 14 de desembre de 2004 | Socorro              | LINEAR            |
| 209592 - | 2004 XM133             | 15 de desembre de 2004 | Socorro              | LINEAR            |
| 209593 - | 2004 XE142             | 15 de desembre de 2004 | Socorro              | LINEAR            |
| 209594 - | 2004 XZ148             | 14 de desembre de 2004 | Socorro              | LINEAR            |
| 209595 - | 2004 XU154             | 15 de desembre de 2004 | Socorro              | LINEAR            |
| 209596 - | 2004 XY159             | 14 de desembre de 2004 | Kitt Peak            | Spacewatch        |
| 209597 - | 2004 XC166             | 2 de desembre de 2004  | Palomar              | NEAT              |
| 209598 - | 2004 XC177             | 11 de desembre de 2004 | Kitt Peak            | Spacewatch        |
| 209599 - | 2004 YK                | 17 de desembre de 2004 | Socorro              | LINEAR            |
| 209600 - | 2004 YN3               | 16 de desembre de 2004 | Anderson Mesa        | LONEOS            |